# Miroslavské Knínice
Miroslavské Knínice är en ort i Tjeckien.   Den ligger i regionen Södra Mähren, i den sydöstra delen av landet, 190 km sydost om huvudstaden Prag. Miroslavské Knínice ligger 293 meter över havet och antalet invånare är 327.
Terrängen runt Miroslavské Knínice är platt. Runt Miroslavské Knínice är det ganska tätbefolkat, med 78 invånare per kvadratkilometer. Närmaste större samhälle är Ivančice, 14,3 km norr om Miroslavské Knínice. Trakten runt Miroslavské Knínice består till största delen av jordbruksmark.